# 1847年哲學
1847年哲學事件  

## 著作
- 索倫·奧貝·克爾凱郭爾, 《愛之工》和《在不同的精神中詮釋話語（英语：Edifying Discourses in Diverse Spirits）》

## 出生
- 8月20日 - 博莱斯瓦夫·普鲁斯，波蘭作家和記者，死於1912年。
- 8月29日 –  莫里茨·馮·埃吉迪（德语：Moritz von Egidy），德國軍官和道德哲學家，死於1898年。
- 10月18日 - 安東·馬蒂（英语：Anton Marty），瑞士哲學家，死於1914年。
- 11月2日 - 乔治·索雷尔，法國工程師、社會哲學家和理論家，死於1922年。

## 死亡
- 4月23日 – 埃里克·古斯塔夫·格蒂赫爾（英语：Erik Gustaf Geijer）, 瑞典歷史學家、哲學家、作家和作曲家，生於1783年。
- 4月30日 – 蒙爾多·萊奧帕爾迪（英语：Monaldo Leopardi）, 意大利哲學家，生於1776年。
- 5月4日 – 亞歷山大·維內（英语：Alexandre Vinet）, 瑞士神學家、哲學家、記者、文學評論家和歷史學家，生於1797年。
- 6月12日 – 皮爾·西蒙·巴蘭切（英语：Pierre-Simon Ballanche）, 法國作家、反革命人士與哲學家，生於1776年。
- 7月3日 – 約翰尼斯·克里斯蒂安·奧古斯特·戈珞曼（德语：Johann Christian August Grohmann）, 德國哲學家、心理學家和修辭學家，生於1769年。
- 9月13日 – 大衛·温史派娅（義大利語：David Winspeare）, 意大利方丈、 法學家和哲學家，生於1775年。